# Sphyrapoides bicornis
Sphyrapoides bicornis is een naaldkreeftjessoort uit de familie van de Sphyrapodidae. De wetenschappelijke naam van de soort is voor het eerst geldig gepubliceerd in 1998 door Gutu & Iliffe.